# Dynamische Programmiersprache
| QS-Informatik | Dieser Artikel wurde wegen inhaltlicher Mängel auf der Qualitätssicherungsseite der Redaktion Informatik eingetragen. Dies geschieht, um die Qualität der Artikel aus dem Themengebiet Informatik auf ein akzeptables Niveau zu bringen. Hilf mit, die inhaltlichen Mängel dieses Artikels zu beseitigen, und beteilige dich an der Diskussion! (+) |

Dynamische Programmiersprachen bezeichnet in der Softwaretechnik eine Klasse von höheren Programmiersprachen, welche zur Laufzeit Tätigkeiten ausführen, die andere Programmiersprachen nicht oder zur Übersetzungszeit ausführen. Zu diesen Tätigkeiten gehört beispielsweise die Erweiterung des Programmes während der Laufzeit. Diese Tätigkeiten können auch bei anderen Programmiersprachen nachgebildet werden, bei dynamischen Programmiersprachen werden sie aber direkt von der Sprache unterstützt.

## Grenzen der Definition dynamischer Programmiersprachen
Die Abgrenzung dynamischer Programmiersprachen zu anderen ist nicht exakt. Begriffe wie Übersetzungszeit und Laufzeit verschwimmen beispielsweise bei der Verwendung von virtuellen Maschinen oder Just-in-time-Kompilierung. Weiterhin bieten viele Programmiersprachen die Möglichkeit auf die eine oder andere Weise Bytecode oder Maschinensprache zu manipulieren.
Andererseits sind dynamische Programmiersprachen meistens, aber nicht immer dynamisch typisiert.
Generell gilt, dass die Zuordnung einer Programmiersprache zu den dynamischen Programmiersprachen weniger durch ihre Fähigkeit, dynamische Konzepte umzusetzen, begründet ist, sondern vielmehr auf Grund des einfachen Einsatz dynamischer Techniken in dieser Programmiersprache zustande kommt.

## Beispiele
Die folgenden Programmiersprachen werden üblicherweise als dynamische Programmiersprachen angesehen:
- ActionScript
- BeanShell[4]
- Common Lisp und andere Lisp-Dialekte
- Groovy[5]
- JavaScript
- Julia (Programmiersprache)
- Matlab
- Lua
- Objective-C
- Perl
- PHP
- Python
- Ruby
- Smalltalk
- Tcl
- VBScript

## Umsetzung dynamischer Konzepte
EvalEinige dynamische Programmiersprachen bieten eine eval Funktion. Diese Funktion (höherer Ordnung) übernimmt eine beliebige Funktion und gegebenenfalls geeignete aktuelle Parameter, wendet diese auf jene an und liefert das Berechnungsergebnis. Da eval somit alles Berechenbare berechnen kann, wird sie als universale Funktion bezeichnet.
Objektveränderungen zur LaufzeitTypen oder Objektsysteme können in dynamischen Programmiersprachen zur Laufzeit verändert werden. Beispielsweise können neue Objekte basierend auf existierenden Objekten durch Mixins erzeugt werden. Oder aber der Vererbungsbaum wird zur Laufzeit verändert.
Funktionale ProgrammierungFunktionale Konzepte werden häufig von dynamischen Programmiersprachen unterstützt. Beispielsweise gehören Closures meist zum Bestandteil dynamischer Programmiersprachen, während aber Continuations oft nicht unterstützt werden.
ReflexionReflexion (engl. reflection) und Introspektion (engl. introspection) wird üblicherweise von dynamischen Programmiersprachen unterstützt. Dabei wird beispielsweise in Lisps S-Expressions der Code wie eine Datenstruktur evaluiert und modifiziert.
MakrosEinige dynamische Programmiersprachen kombinieren Introspektion und Evals in Makros. Dynamische Programmiersprachen ermöglichen durch Makros, den Prozess der Erstellung des abstrakten Syntaxbaumes innerhalb des Compilers zu beeinflussen und gestatten somit direkte Metaprogrammierung. Der wichtigste Vertreter ist Lisp.